# Cidora
Cidora is een bestuurslaag in het regentschap Banyumas van de provincie Midden-Java, Indonesië. Cidora telt 2561 inwoners (volkstelling 2010).